# Coal Chamber

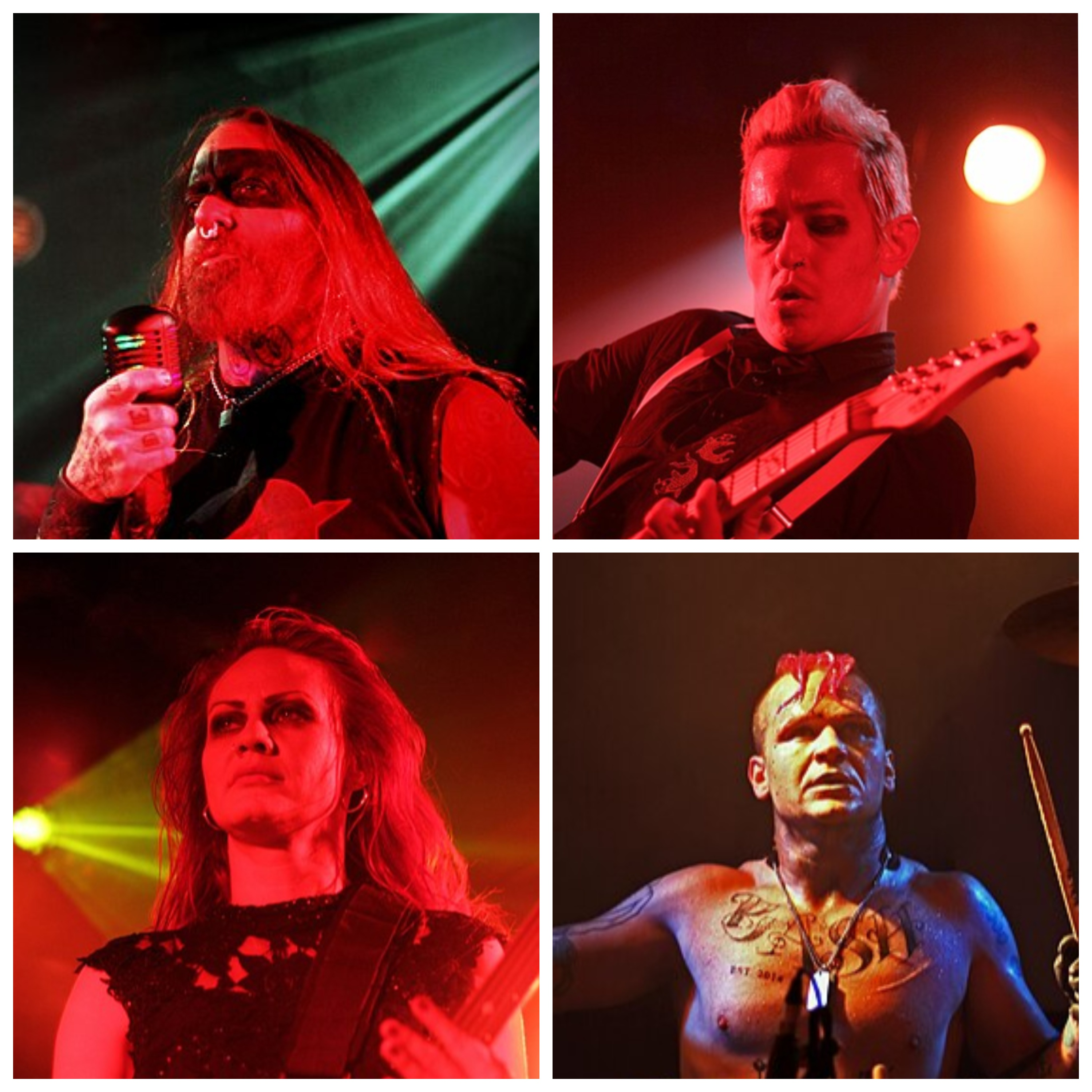
Coal Chamber

Coal Chamber was een nu-metalband uit Los Angeles. De band werd opgericht in 1995. In de jaren negentig had de band enkele successen ten tijde van de 'nu-metalhype', waarbij het in één adem werd genoemd met Korn en de Deftones. Door de invloeden uit de gothic werd Coal Chamber ook wel omschreven als de uitvinders van de spooky core.

## Biografie
Ongeveer een jaar na de oprichting wist Coal Chamber in 1996 een platencontract binnen te slepen bij Roadrunner Records. Datzelfde jaar nog werd het titelloze debuutalbum opgenomen, dat in 1997 werd uitgebracht. Dat album wordt nog steeds gezien als het beste werk van de band en bevat onder meer de hitsingle Loco en de livekraker Big Truck.
In 1999 werd de opvolger Chamber Music uitgebracht. Hierop experimenteerde de band wat meer en werd een gothic geluid gecreëerd. Opvallend op dit album is onder meer de cover van het nummer Shock the monkey (1982) van Peter Gabriel, waarop leadzanger Dez Fafara wordt bijgestaan door de legendarische shockrocker Ozzy Osbourne.
Het laatste studio-album was Dark Days dat in 2002 op de markt kwam. De reacties op deze plaat waren gevarieerd. Daarvoor al had bassist Rayna Foss-Rose de band verlaten om haar dochter op te voeden en werd ze opgevolgd door Nadja Peulen. Zij was eerder, bij optredens, als stand-in actief geweest toen Foss-Rose zwanger was.
In 2003 en 2004 bracht Roadrunner Records nog respectievelijk de compilatie-albums Giving The Devil His Due (met remixen, liveopnamen en nooit eerder uitgebracht materiaal) en The Best Of Coal Chamber uit. Niet veel later verliet Dez Fafara de band om zich te richten op DevilDriver. Volgens hem zou Coal Chamber nooit meer terugkomen en richt hij zich vol overgave op zijn nieuwe band, waarmee hij inmiddels alweer vijf albums heeft uitgebracht.
Van 2011 tot 2016 was de band weer bij elkaar..

## Bandleden
- Dez Fafara - zang
- Meegs Rascon - gitaar
- Rayna Foss-Rose - bas (1995-2002)
- Nadja Peulen - bas (2002-2003, 2013 - heden)
- Chela Rhea Harper - bas (2011-2013)
- Mikey 'Bug' Cox - drums

## Discografie
- Coal Chamber (11 februari 1997 - album)
- Chamber Music (7 september 1999 - album)
- Dark Days (7 mei 2002 - album)
- Giving The Devil His Due (19 augustus 2003 - compilatie)
- The Best Of Coal Chamber (9 augustus 2004) - compilatie)

| Album met eventuele hitnotering(en) in de Nederlandse Album Top 100 | Datum van verschijnen | Datum van binnenkomst | Hoogste positie | Aantal weken | Opmerkingen |
| ------------------------------------------------------------------- | --------------------- | --------------------- | --------------- | ------------ | ----------- |
| Chamber Music                                                       | 1999                  | 18-09-1999            | 49              | 2            |             |